# هندسه فضایی (فیلم)
«هندسه فضایی» (انگلیسی: Solid Geometry (film)) فیلمی در ژانر درام است که در سال ۲۰۰۲ منتشر شد. از بازیگران آن می‌توان به ایوان مک‌گرگور و پیتر کاپالدی اشاره کرد.